# Steitzviridae
Steitzviridae es una familia de virus ARN que infectan procariotas (bacterias y arqueas). Contienen un genoma ARN monocatenario positivo y por lo tanto se incluyen en el Grupo IV de la Clasificación de Baltimore. La familia incluye más de 117 géneros y hasta ahora es la segunda familia de virus de ARN procariotas más numerosa.
Esta familia incluye una gran cantidad de virus de ARN procariotas aislados con anterioridad, principalmente por metagenómica que no habían sido asignados a la taxonomía con anterioridad al igual que otras familias recién establecidas, luego de se descubriera que la antigua familia Leviviridae era más expansiva.

## Taxonomía
Incluye los siguientes géneros según ICTV:
- Abakapovirus
- Achlievirus
- Adahmuvirus
- Alehxovirus
- Aphenovirus
- Arawsmovirus
- Arctuvirus
- Arpirivirus
- Ashcevirus
- Bahnicevirus
- Belbovirus
- Berdovirus
- Bicehmovirus
- Bidhavirus
- Brikhyavirus
- Cahrlavirus
- Cahtavirus
- Catindovirus
- Cebevirus
- Chlurivirus
- Chorovirus
- Clitovirus
- Cohrdavirus
- Controvirus
- Cunarovirus
- Dohnjavirus
- Endehruvirus
- Eregrovirus
- Erimutivirus
- Fagihovirus
- Fejonovirus
- Ferahgovirus
- Fluruvirus
- Frobavirus
- Fudhoevirus
- Gahmegovirus
- Garnievirus
- Gehrmavirus
- Gernuduvirus
- Gihfavirus
- Gredihovirus
- Gulmivirus
- Hahkesevirus
- Henifovirus
- Hohltdevirus
- Hohrdovirus
- Huhbevirus
- Huohcivirus
- Huylevirus
- Hyjrovirus
- Hylipavirus
- Iwahcevirus
- Jiforsuvirus
- Kecijavirus
- Kecuhnavirus
- Kehruavirus
- Kihsiravirus
- Kinglevirus
- Kyanivirus
- Laimuvirus
- Lazuovirus
- Lehptavirus
- Lihvevirus
- Limaivirus
- Lomnativirus
- Loptevirus
- Luloavirus
- Lygehevirus
- Lyndovirus
- Mahdsavirus
- Mahjnavirus
- Metsavirus
- Milihnovirus
- Minusuvirus
- Mocruvirus
- Molucevirus
- Nehumivirus
- Nihlwovirus
- Ociwvivirus
- Pahspavirus
- Patimovirus
- Pepusduvirus
- Phulihavirus
- Pirifovirus
- Podtsbuvirus
- Pohlodivirus
- Psiaduvirus
- Psouhdivirus
- Puduphavirus
- Pujohnavirus
- Rodtovirus
- Rohsdrivirus
- Sdenfavirus
- Setohruvirus
- Sidiruavirus
- Snuwdevirus
- Sperdavirus
- Stehnavirus
- Suhnsivirus
- Surghavirus
- Tamanovirus
- Tehmuvirus
- Tehnicivirus
- Thehlovirus
- Thyrsuvirus
- Tikiyavirus
- Timirovirus
- Tsuhreavirus
- Tuskovirus
- Tuwendivirus
- Vernevirus
- Vesehyavirus
- Vindevirus
- Weheuvirus
- Widsokivirus
- Yeziwivirus
- Zuysuivirus